# Sumberkencono
Sumberkencono is een bestuurslaag in het regentschap Banyuwangi van de provincie Oost-Java, Indonesië. Sumberkencono telt 5024 inwoners (volkstelling 2010).